# Balticovelia
Balticovelia is een geslacht van wantsen uit de familie beeklopers (Veliidae). Het geslacht werd voor het eerst wetenschappelijk beschreven door Andersen in 2000.

## Soorten
Het genus bevat de volgende soort:

- Balticovelia weitschati Andersen, 2000